# Hollabrunn
Hollabrunn – miasto powiatowe w Austrii, w kraju związkowym Dolna Austria, siedziba powiatu Hollabrunn. Leży na północ od Wiednia. Według Austriackiego Urzędu Statystycznego liczyło 11 563 mieszkańców (1 stycznia 2014).